# Úřad průmyslového vlastnictví
Úřad průmyslového vlastnictví (lidově patentový úřad) je ústřední orgán státní správy České republiky, v jehož působnosti je ochrana průmyslového vlastnictví, zejména plní funkci patentového a známkového úřadu. V čele úřadu je předseda, kterého jmenuje a odvolává vláda. Úřad byl zřízen ke dni 1. ledna 1993 zákonem č. 21/1993 Sb. v rámci rozdělení Československa.

## Oblast působnosti
Jako patentový a známkový úřad do působnosti Úřadu průmyslového vlastnictví  patří především udělování patentů a vedení rejstříků ochranných známek. Dále se zabývá ochranou průmyslových vzorů, užitných vzorů, topografie polovodičových výrobků, zeměpisných označení a označení původu výrobků. V těchto oblastech úřad rozhoduje ve správním řízení.
Rovněž je činný v oblasti právní úpravy patentových zástupců, získává, zpracovává a zpřístupňuje fond světové patentové literatury, zabezpečuje plnění závazků z mezinárodních smluv z oblasti průmyslového vlastnictví, jichž je Česká republika členem, a spolupracuje s mezinárodními organizacemi a úřady jiných států v oblasti ochrany průmyslového vlastnictví. Úřad vydává věstník, v němž jsou zejména oznamovány skutečnosti o vedených správních řízeních a o udělených ochranách.

## Historie
Předchůdcem Úřadu průmyslového vlastnictví byl Patentní úřad, který byl spolu s Patentním soudem zřízen v roce 1919. K 1. dubnu 1952 byl zřízen Úřad pro vynálezy a zlepšovací náměty, později Úřad pro vynálezy a Státní úřad pro vynálezy a normalizaci.